# Centralna Reprezentacyjna Koncertowa Orkiestra Marynarki Wojennej Rosji
Centralna Reprezentacyjna Koncertowa Orkiestra Marynarki Wojennej Rosji im. Nikołaja Rimskiego-Korsakowa (ros. Центральный концертный образцовый оркестр ВМФ им Н.А. Римского-Корсакова), znana również jako Central Navy Band of Russia (ros. Центральный оркестр ВМФ России) – oficjalny zespół muzyczny Marynarki Wojennej Federacji Rosyjskiej. Ma siedzibę w Moskwie. Jest dyrygentem (dyrektorem muzycznym) jest kapitan I stopnia Aleksiej Karabanow, Honorowym Artystą Rosji. Jest to wiodący zespół muzyczny rosyjskiej marynarki wojennej, który występuje od ponad 70 lat. 

## Historia
23 grudnia 1941 r. w czasie bitwy o Moskwę utworzono zespół muzyczny z Floty Uljanowskiej nr 53, w większości składający się z marynarzy, żołnierzy pierwszej linii frontu przybyłych ze szpitali. Pierwszym mianowanym dyrygentem wojskowym był kapitan Aleksandr Karpiej-Łazariew. 
Kolejnymi dyrektorami byli mjr Aleksander Cwietkow, płk Georgij Iwanow, por. Dmitrij Leji, starszy lejtnant Michaił Sosnowski, płk Georgij Aljawdin, ppłk Boris Lewin, kpt. Władimir Sołodachin, kpt. Aleksandr Danilczenko. 
W celu poprawy wyszkolenia muzyków z zespołów marynarki wojennej (zwłaszcza sił floty i piechoty morskiej) zespół został przekształcony w październiku 1944 r. w jednostkę zespołu szkoleniowego Marynarki Wojennej ZSRR. W lutym 1994 r., na cześć 150. rocznicy urodzin rosyjskiego kompozytora Nikołaja Rimskiego-Korsakowa, orkiestra otrzymała swoją obecną honorową nazwę Centralna Reprezentacyjna Koncertowa Orkiestra Marynarki Wojennej Rosji im. Nikołaja Rimskiego-Korsakowa. W różnych latach orkiestra występowała podczas koncertów w takich miejscach jak Afganistan, Czeczenia i Syria. Od 1945 r. Orkiestra stale uczestniczy w Paradach Zwycięstwa na placu Czerwonym, a od 2017 r. jest głównym uczestnikiem muzycznym Parad Marynarki Wojennej w Sankt Petersburgu.

## Galeria

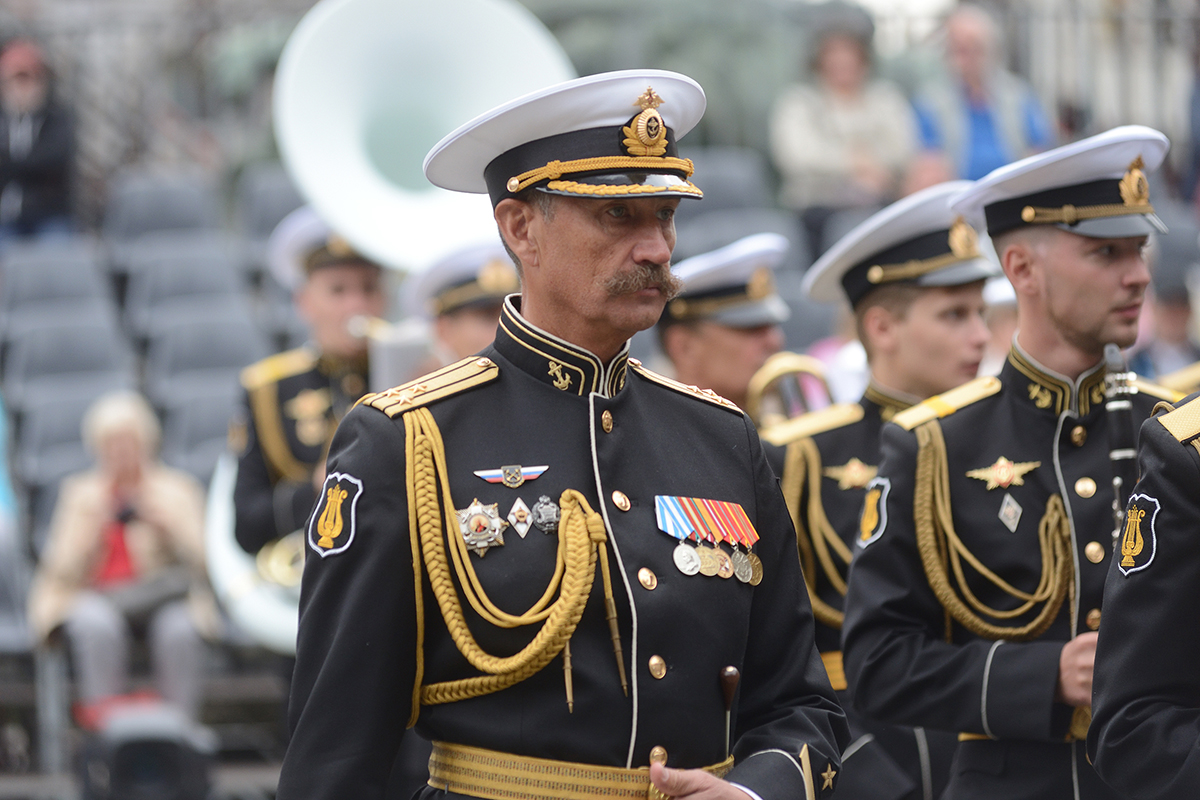
Dyrygent Orkiestry kapitan Aleksiej Karabanow podczas występu orkiestry w Belgii w roku 2018
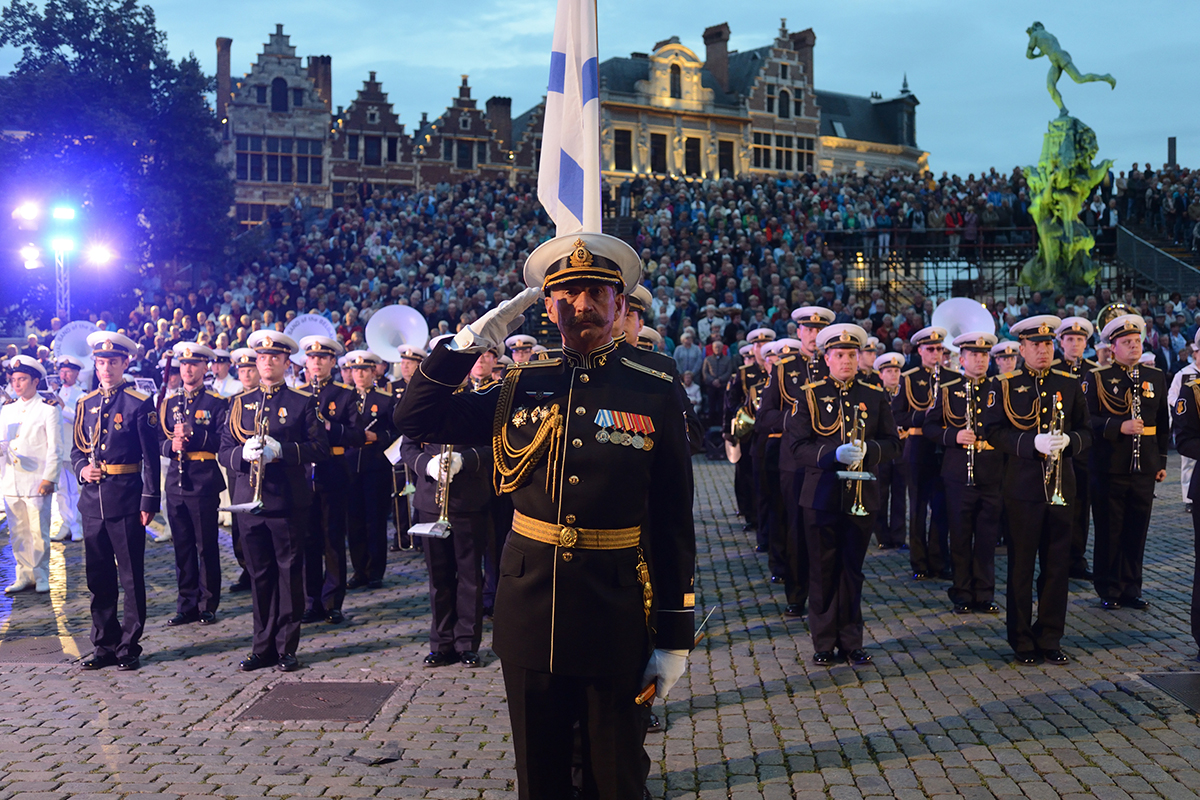
Udział Centralnej Reprezentacyjnej Orkiestry Koncertowej Marynarki Wojennej im N.A. Rimskiego-Korsakowa w uroczystościach 74 rocznicy wyzwolenia od nazistów w Antwerpii (Belgia) 14 września 2018.
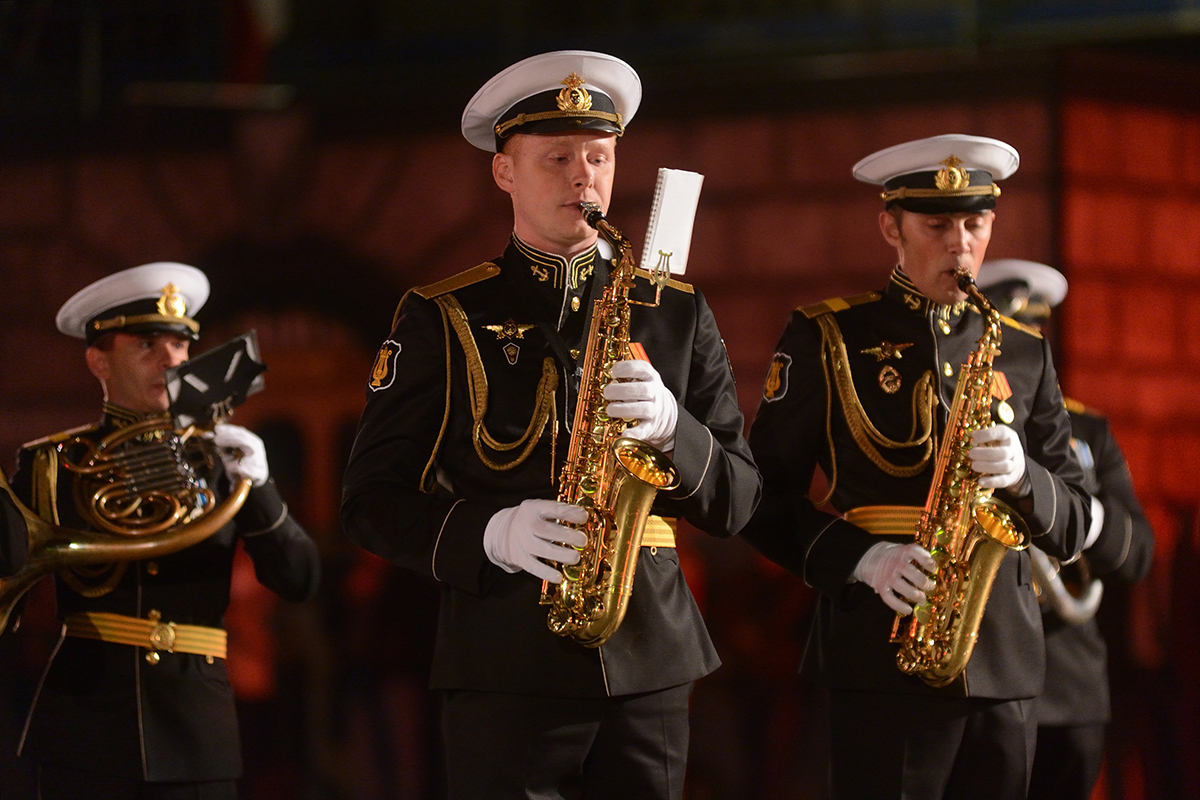
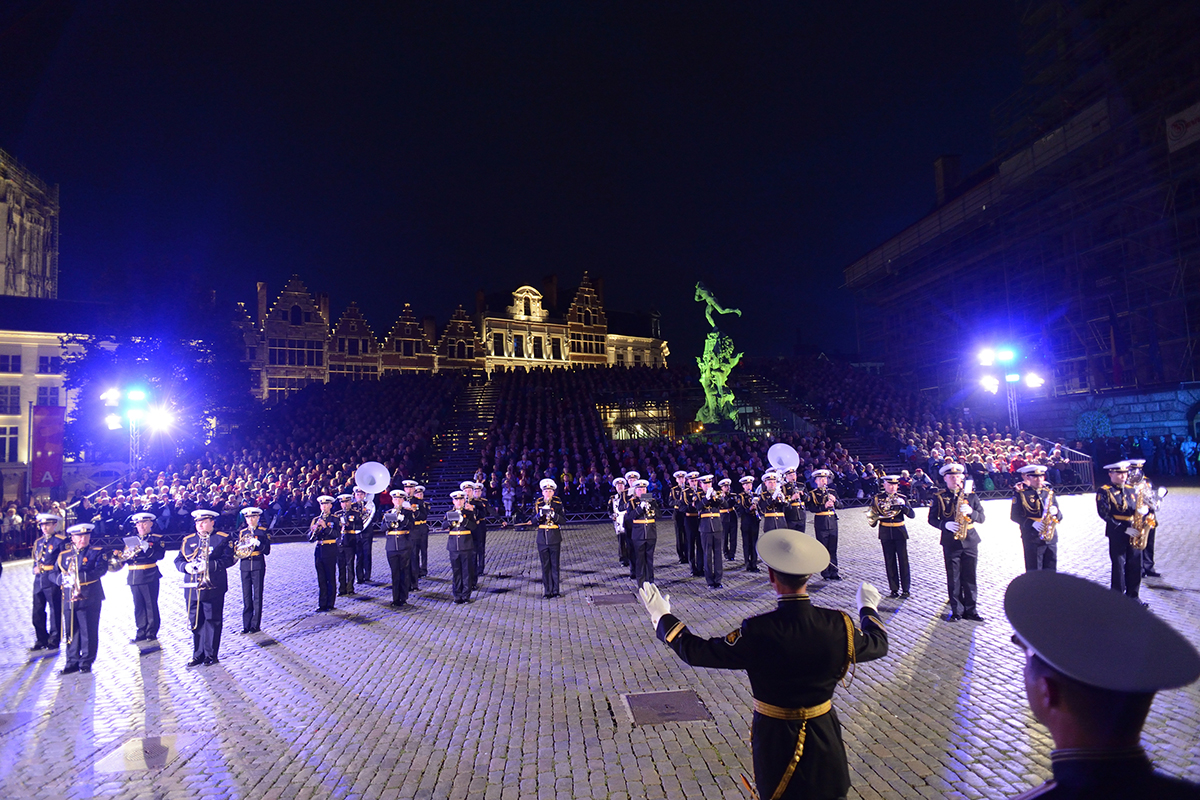
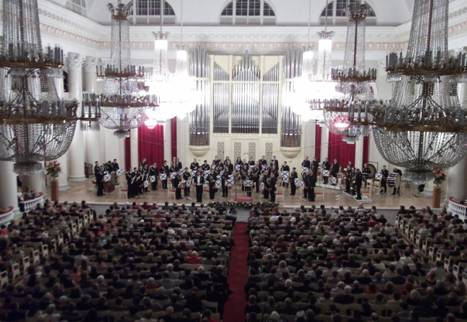
Występ w dniu 31 lipca 2013